# Wolfgang Haas
Wolfgang Haas (Vaduz, 7 agosto 1948) è un arcivescovo cattolico liechtensteinese, dal 20 settembre 2023 arcivescovo emerito di Vaduz.

## Biografia
Wolfgang Haas è nato a Vaduz il 7 agosto 1948.

### Formazione e ministero sacerdotale
Dopo gli studi liceali presso il Collegium Marianum ha studiato filosofia e teologia presso l'Università di Friburgo. È stato ordinato sacerdote a Coira il 7 aprile 1974. Parallelamente all'attività di assistente presso la cattedra di teologia dogmatica all'Università di Friburgo, nel 1974 ha conseguito la licenza in teologia. Dal 1975 al 1978 ha studiato diritto canonico presso la Pontificia Università Gregoriana. In seguito, nel 1988, è stato cancelliere vescovile e officiale del tribunale diocesano.

### Vescovo di Coira
Su richiesta del vescovo Johannes Vonderach, papa Giovanni Paolo II lo nominò vescovo coadiutore della diocesi di Coira – che copre diversi cantoni svizzeri e include Zurigo – il 25 marzo 1988, trascurando i candidati raccomandati dall'alto clero di Coira che tradizionalmente propone candidati per l'approvazione del papa. Il Vaticano aveva ritenuto quei candidati inaccettabili per motivi politici e teologici. Molti cattolici a Coira rifiutarono Haas per le sue posizioni conservatrici e per il fatto che consideravano la sua nomina irregolare.
Haas venne consacrato vescovo il 22 maggio 1988 dal vescovo di Coira, Johannes Vonderach. La cerimonia, solo su invito, si svolse nella cattedrale ma non fu aperta al pubblico. Gli invitati dovettero scavalcare i manifestanti, capeggiati da studenti di teologia e sacerdoti, che giacevano a terra davanti all'ingresso. Il vescovo di Basilea Otto Wüst e 11 dei 24 canonici della cattedrale e diversi altri ecclesiastici non parteciparono alla consacrazione. Haas succedette come vescovo della diocesi quando Papa Giovanni Paolo II accettò le dimissioni di Vonderach il 22 maggio 1990. Un gruppo di circa 7.000 cattolici tentò di negare ad Haas l'ingresso nella cattedrale quando prese possesso della sede il 17 giugno 1990, e il vescovo dovette entrare da un ingresso sul retro. Queste tensioni non furono mai risolte e Haas non riuscì mai a riconciliare la diocesi con la sua nomina. A volte alcuni cantoni, tra cui Grigioni e Zurigo, non versarono i loro contributi finanziari alla diocesi.
Nel 1991 prese una serie di decisioni controverse riguardo al locale collegio teologico, il Seminario di San Lucio, volendo che vi studiassero solo candidati al sacerdozio. Sostituì il rettore e congedò tutti gli studenti che non erano in formazione al sacerdozio. In risposta, il Consiglio sinodale della corporazione cattolica romana del Cantone di Zurigo tagliò i fondi alla diocesi.
Nel marzo 1995, il presidente del Consiglio sinodale Eugen Baumgartner disse: "Abbiamo aspettato a lungo la rimozione di Wolfgang Haas. Semplicemente non riesco più a capire e mi chiedo quanto tempo dobbiamo aspettare per una decisione di Roma. Se mai c'è stato un vescovo che non è riuscito a unire la sua diocesi, quello è Wolfgang Haas."
Verso la fine del suo mandato a Coira, Haas nominò tre vicari generali della diocesi nonostante le obiezioni dei 14 decani della diocesi, sconcertando il Vaticano col mettere da parte i suoi vescovi ausiliari.

### Arcivescovo di Vaduz
Il 2 dicembre 1997 papa Giovanni Paolo II eresse l'arcidiocesi di Vaduz nel Liechtenstein, territorio precedentemente parte della diocesi di Coira, e nominò Haas suo primo arcivescovo. L'arcidiocesi non fa parte di alcuna conferenza episcopale nazionale e non ha sedi suffraganee. Quando venne eretta, Vaduz era tra le più piccole arcidiocesi del mondo, con appena 12 parrocchie e 23 sacerdoti. Secondo quanto riferito, il principe Giovanni Adamo II del Liechtenstein, che condivideva le opinioni di Haas, negoziò la creazione di un'arcidiocesi nel suo paese come risoluzione per i problemi che Haas stava avendo a Coira. Altri accreditano la mediazione del nunzio apostolico in Svizzera e Liechtenstein, l'arcivescovo Karl-Joseph Rauber. Haas prese possesso della sede il 21 dicembre. Il coro si rifiutò di partecipare e il sacrestano di preparare addobbi floreali. Furono applicati severi protocolli di sicurezza dal momento che un migliaio di manifestanti aveva inscenato un corteo funebre.
A partire dal 2011, poiché il governo del Liechtenstein aveva iniziato a prendere in considerazione una legislazione per porre fine allo status ufficiale della Chiesa cattolica, per liberalizzare l'aborto e per proteggere le libertà civili di gay e lesbiche, Haas ha rifiutato di celebrare la tradizionale messa all'aperto nella giornata della festa nazionale del Liechtenstein.
A Vaduz, Haas ha dimostrato un forte sostegno alla Fraternità sacerdotale San Pietro, ordinando frequentemente i suoi membri. Di conseguenza, continuano le tensioni tra Haas e i cattolici non tradizionalisti in Liechtenstein.
Ha installato un trono episcopale d'oro nella cattedrale a proprie spese, e successivamente, a un costo per l'arcidiocesi di 130.000 franchi svizzeri, tre volte per tombe episcopali nella navata, che hanno suscitato controversie.
Ha sottoscritto gli ideali espressi nei dubia presentati sull'esortazione apostolica Amoris laetitia di papa Francesco.
Nell'ottobre 2021, Haas ha annunciato che Vaduz non avrebbe partecipato al programma mondiale dei sinodi tenendone uno proprio. Ha definito il processo complesso e ha detto che potrebbe rivelarsi ideologico. Ha detto che la comunicazione nell'arcidiocesi è stata facile e disponibile e che il suo ascolto come vescovo non ha richiesto lunghi dibattiti. Un teologo locale e critico di Haas ha definito questa descrizione "una pura menzogna". Un'organizzazione locale di cattolici ha invece avviato il proprio sinodo.
Nel giugno 2022, Haas ha rifiutato di partecipare all'annuale messa della cresima e alla cena con i funzionari locali a Schaan, perché il giorno prima la città aveva ospitato il primo gay pride del Liechtenstein.
Si è persino ipotizzato che con Haas, che dovrebbe presentare le sue dimissioni nel 2023, l'arcidiocesi potrebbe scomparire, dato che è una circoscrizione piccola, isolata dalle organizzazioni episcopali nazionali (come del resto la piccola arcidiocesi di Monaco), sarebbe in questa remota eventualità l'unico caso in cui una nazione cattolica verrebbe privata di una già esistente circoscrizione ecclesiastica ed aggregata a una "straniera".
Il 20 settembre 2023 papa Francesco ha accolto la sua rinuncia, presentata per raggiunti limiti di età, al governo pastorale dell'arcidiocesi di Vaduz; in attesa della nomina del suo successore è stato designato, come amministratore apostolico, il vescovo di Feldkirch Benno Elbs.

## Genealogia episcopale
La genealogia episcopale è:
- Cardinale Scipione Rebiba
- Cardinale Giulio Antonio Santori
- Cardinale Girolamo Bernerio, O.P.
- Vescovo Claudio Rangoni
- Arcivescovo Wawrzyniec Gembicki
- Arcivescovo Jan Wężyk
- Vescovo Piotr Gembicki
- Vescovo Jan Gembicki
- Vescovo Bonawentura Madaliński
- Vescovo Jan Małachowski
- Arcivescovo Stanisław Szembek
- Vescovo Felicjan Konstanty Szaniawski
- Vescovo Andrzej Stanisław Załuski
- Arcivescovo Adam Ignacy Komorowski
- Arcivescovo Władysław Aleksander Łubieński
- Vescovo Andrzej Stanisław Młodziejowski
- Arcivescovo Kasper Kazimierz Cieciszowski
- Vescovo Franciszek Borgiasz Mackiewicz
- Vescovo Michał Piwnicki
- Arcivescovo Ignacy Ludwik Pawłowski
- Arcivescovo Kazimierz Roch Dmochowski
- Arcivescovo Wacław Żyliński
- Vescovo Aleksander Kazimierz Bereśniewicz
- Arcivescovo Szymon Marcin Kozłowski
- Vescovo Mečislovas Leonardas Paliulionis
- Arcivescovo Bolesław Hieronim Kłopotowski
- Arcivescovo Jerzy Józef Elizeusz Szembek
- Vescovo Stanisław Kazimierz Zdzitowiecki
- Cardinale Aleksander Kakowski
- Papa Pio XI
- Cardinale Alfredo Ildefonso Schuster, O.S.B.
- Cardinale Gustavo Testa
- Vescovo Johannes Vonderach
- Arcivescovo Wolfgang Haas